# Ślemień
Ślemień is een dorp in de Poolse woiwodschap Silezië. De plaats maakt deel uit van de gemeente Ślemień en telt 3500 inwoners.